# Assassinio del tenente Alfred Lyth
L'assassinio del tenente Alfred R. Lyth fu commesso in Garfagnana dai soldati italiani della divisione "Monte Rosa" durante la seconda guerra mondiale.

## Cronologia degli eventi
Il 6 febbraio 1945 l'aereo del tenente Lyth fu colpito durante il bombardamento di un tunnel ferroviario, probabilmente dalla contraerea tedesca. Lyth fu costretto a paracadutarsi e ad atterrare nella frazione di Torrite. Fu catturato dai soldati della divisione "San Marco", consegnato alla divisione "Monte Rosa" della Repubblica Sociale Italiana e condotto al quartier generale a Camporgiano, dove fu interrogato. Due giorni dopo Lyth fu ucciso.

## Il processo nel dopoguerra
Dopo la guerra gli Alleati indagarono sulla morte di Lyth. Tra il 25 settembre e il 4 ottobre 1946 un tribunale militare americano processò per omicidio tre militari italiani: il capitano Italo Simonitti, il soldato Benedetto Pilon e il generale Mario Carloni. I giornali annotarono che, insolitamente, il pubblico ministero di questo processo per crimini di guerra per la prima volta fu un afroamericano, il tenente Clarence W. Burks di Pittsburgh. Due giorni dopo l'omicidio di Lyth anche Burks era stato catturato, ma riuscì a fuggire con l'aiuto dei partigiani italiani insieme a due commilitoni.
Inizialmente gli italiani affermarono che Lyth tentò di scappare, ma i testimoni riferirono che zoppicava chiaramente e che fu portato presso una fossa comune scavata vicino al cimitero locale. Su ordine di Simonitti, Pilon colpì il tenente due volte. Pilon dichiarò: "Gli ho sparato su segnale del capitano Simonitti perché ho visto cosa stavano facendo queste persone al mio Paese". Simonitti sparò a Lyth altre due volte.
Simonitti e Pilon furono giudicati colpevoli, Carloni fu assolto. Simonitti fu condannato a morte, Pilon all'ergastolo ai lavori forzati. Simonitti, 38 anni, fu fucilato a Livorno il 27 gennaio 1947. Sei membri del plotone di esecuzione erano anche loro afroamericani. Simonitti chiese di non indossare il consueto cappuccio nero, richiesta che fu accolta, e poco prima di essere fucilato dichiarò di non nutrire rancore nei confronti dei suoi carnefici.
Sebbene Carloni fosse stato assolto, fu detenuto sotto custodia italiana al forte Boccea di Roma. Fu rilasciato il 19 maggio 1951, ma fu retrocesso al grado di colonnello e privato di tutti i riconoscimenti conferitigli dalla RSI tra il 1943 e il 1945.
Pilon e altri tre italiani condannati per crimini di guerra dai tribunali militari americani furono poi trasferiti sotto custodia italiana e, in base ad un accordo, portati in prigione sull'isola di Procida. Nel gennaio 1951, tra lo shock e la rabbia dei funzionari locali statunitensi, il ministro della Giustizia Attilio Piccioni dichiarò i quattro uomini prigionieri politici e concesse loro l'amnistia.
Alfred R. Lyth riposa nel Florence American Cemetery and Memorial a Firenze.